# Barrio de Guadalupe, Jocotitlán
Barrio de Guadalupe är en ort i Mexiko, tillhörande kommunen Jocotitlán i den nordvästra delen av delstaten Mexiko. Orten hade 540 invånare vid folkräkningen 2010.